# 피자스쿨
피자스쿨(Pizza School)은 대한민국의 피자 전문 프랜차이즈이다.

## 역사
피자스쿨은 2004년 12월 가맹사업을 시작하였다. 2006년부터는 기존 8천원에서 1만원이었던 가격을 모두 5천원으로 내리는 가격 인하 마케팅을 시작하였다. 2006년 전국 80호점을 오픈하며 성장하였고 2023년도 전국 약 930여개 매장이 있다.
피자스쿨은 배달을 하지 않는 테이크아웃 전문 업체로 시작했으며 2019년도부터 시대의 변화에 맞춰 배달 플랫폼을 통하여 배달을 하고있다.